# Gershom Powers
Gershom Powers (* 11. Juli 1789 in Croydon, New Hampshire; † 25. Juni 1831 in Auburn, New York) war ein US-amerikanischer Jurist und Politiker. Zwischen 1829 und 1831 vertrat er den Bundesstaat New York im US-Repräsentantenhaus.

## Werdegang
Gershom Powers wurde ungefähr sechs Jahre nach dem Ende des Unabhängigkeitskrieges im Sullivan County geboren. Er besuchte Gemeinschaftsschulen, lernte allerdings weitgehend Autodidakt. Während er die lokale juristische Fakultät besuchte, unterrichtete er an einer Schule in der Town von Sempronius im Cayuga County. Seinen Abschluss machte er 1810. Nach dem Erhalt seiner Zulassung als Anwalt im selben Jahr begann er in Auburn zu praktizieren. 1820 wurde er zum Gefängnisdirektor (Superintendent) vom Auburn Gefängnis ernannt – eine Stellung, die er bis 1823 innehatte. Zwischen 1823 und 1828 war er First Judge am Court of Common Pleas im Cayuga County. Politisch gehörte er der Jackonian-Fraktion an.
Bei den Kongresswahlen des Jahres 1828 für den 21. Kongress wurde Powers im 24. Wahlbezirk von New York in das US-Repräsentantenhaus in Washington, D.C. gewählt, wo er am 4. März 1829 die Nachfolge von Nathaniel Garrow antrat. Da er auf eine erneute Kandidatur 1830 verzichtete, schied er dem 3. März 1831 aus dem Kongress aus. Während seiner Kongresszeit hatte er den Vorsitz über das Committee on District of Columbia.
Am 2. April 1830 wurde er zum Inspektor im Auburn-Gefängnis ernannt – eine Stellung, die er bis zu seinem Tod bekleidete. Er verstarb am 25. Juni 1831 in Auburn und wurde dann auf dem North Street Cemetery beigesetzt.